# Laura Flessel-Colovic
Laura Flessel-Colovic (n. 6 noiembrie 1971, Pointe-à-Pitre, Guadeloupe, Franța) este o scrimeră franceză specializată pe spadă. 

## Carieră
Ea a început sa practice scrima la vârsta de șase ani.
Este dublă campioană olimpică la Atlanta 1996, la individual și pe echipe, cucerind cinci medalii în cinci participări de la 1996 până la 2012. Este și sextuplă campioană mondială și odată campioană europeană. A purtat steagul Franței la Jocurile Olimpice de la Londra, unde a fost învinsă în al doilea tur de românca Simona Gherman. După acest eșec s-a retras din circuitul competițional.
În 2014 s-a întors pe planșa, de data asta ca antrenoare: pregătește spadasina Nathalie Moellhausen. Și-a deschis o sală de scrimă la Clichy, în apropiere de Paris.